# Paco Grande
Francisco José Grande Sánchez, más conocido como Paco Grande, (Madrid, 18 de marzo de 1959) es un periodista deportivo español.

## Trayectoria
Nació en el distrito de Carabanchel de Madrid y estudió en el Instituto Ramiro de Maeztu. Mientras realizaba sus estudios en el Maeztu, jugó al fútbol en el Aluche, Aravaca, Unión de Aravaca y Las Rozas en primera preferente.
Antes de licenciarse en Ciencias de la Información en Periodismo en la Facultad de Ciencias de la Información,  estudió durante tres meses la carrera de Empresariales y durante un año la de Psicología, hasta que descubrió su verdadera pasión, el periodismo. Estando en cuarto año de carrera, en 1982, fue diagnosticado con la enfermedad de Pott, una tuberculosis ósea. Esto le obligó a someterse a un tratamiento y a una operación muy complicados que le obligaron a estar un año sin poder caminar, pero no impidió que aprobara el curso, yendo los examinadores (a petición de Grande) a examinarle al Hospital Universitario Ramón y Cajal, donde se encontraba ingresado.
Tras licenciarse, fue becario de la Fundación SEPI. Agencia EFE, Radio 80, COPE y en la Cadena SER (1985-1986). Entra a trabajar en RTVE, en enero de 1985 con un contrato de seis meses. Tras finalizar su vinculación con RTVE, consigue un contrato por tres años con RTVE en febrero de 1986, gracias a José Ángel de la Casa y Julián García Candau. En febrero de 1989 su contrato no es renovado, regresando a RTVE en junio de 1990 tras aprobar unas oposiciones
Desde que trabaja en RTVE, ha ejercido funciones como editor, presentador, reportero y narrador de programas y eventos deportivos, como en quince Juegos Olímpicos, siete de verano y ocho de invierno(1992, 1994, 1998, 2002, 2006, 2010, 2014 y 2022); cinco Mundiales de Fútbol (1986, 1990, 1994, 1998 y 2022), cinco Eurocopas (1988, 1996, 2000, 2004 y 2024), Liga española, varios Europeos y Mundiales juveniles y partidos de las Selecciones Absoluta y Sub-21 y de juveniles de la FEF; el Tour de Francia (dos ediciones), la Vuelta a España (tres ediciones), el Giro de Italia de 1992 y dos Campeonatos Mundial de Ciclismo en Ruta; los Torneo de los Cuatro Trampolines durante diecinueve años, torneos de esquí o dos finales de la Liga de Campeones de la EHF, en 1985 y 2007, entre otros eventos deportivos. 
Asimismo, ha sido editor de diversas competiciones deportivas, como la Copa del Rey, la Liga de Campeones de la UEFA (2009-2011) o la Premier League y de programas de televisión de TVE, como Estudio estadio (1995-2005; 2009-2011) —del que también ha sido presentador—, El rondo (2005-2007), Club de fútbol (2007), Tarde Premier ACB, Noticias Teledeporte 1, Programa Especial Mundial 2010...
Desde 2016 cubre el Rally Dakar desde el terreno, donde entrevista a los pilotos en su día a día. Además, presenta y dirige desde 2012 un programa en Teledeporte llamado Conexión Vintage, acerca del deporte del siglo XX. De igual modo, colabora con Radio Marca y RNE.
En octubre de 2015 fue reconocido con las Medalla de Bronce al Mérito Deportivo, otorgada por el Ministerio de Educación, Cultura y Deporte.
Debido al tercer Convenio Colectivo de RTVE de diciembre de 2020, que establecía la jubilación forzosa para los trabajadores al cumplir 65 años, debía haberse jubilado el 18 de marzo de 2024 al cumplir dicha edad, sin embargo, dicha obligatoriedad decayó en marzo de 2024, por lo que pudo continuar trabajando en RTVE al igual que otros compañeros.

## Polémicas

### Final de la Copa del Rey de 2009
Durante la final de Copa del Rey de 2009, entre Fútbol Club Barcelona y el Athletic Club, Televisión Española, cadena encargada de la retransmisión de la final, no emitió los pitos al himno de España, lo que se interpretó como un acto de manipulación que desencadenó en la destitución de Julián Reyes como director de Deportes de TVE y de Ricardo Castellano como director de Contenidos Deportivos de TVE y en la apertura de expedientes a los trabajadores implicados en la retransmisión, entre ellos Grande, como editor de contenidos de dicho partido. En una entrevista con el diario El Mundo, Grande declaró que: 

Fue una cadena de errores que se interpretó como una manipulación, una censura para que no sonaran los silbidos al Rey, pero no fue así. Yo me encontré en ese lío por accidente porque no era yo quien iba a editar aquello, me avisaron a última hora y no hice el guion, lo hizo Julián Reyes [entonces director de Deportes y despedido por aquello]. 

Cuando lo vi (el minutado), avisé de que con ese minutaje no llegábamos a tiempo a los himnos tras la publicidad, pero el directivo al mando me dijo que cumpliera el plan. En efecto, cuando terminó la publicidad, ya habían pasado los himnos. Luego se emitieron con su sonido real en el descanso, pero aquello ya era un desastre total.
Paco Grande

Tras contratar a un letrado y gracias al testimonio de la periodista Lourdes García Campos, el expediente de Grande fue cerrado. 

### Críticas a compañeros
En noviembre de 2011, durante una charla con alumnos de la Facultad de Ciencias de la Informaciónde la Universidad Complutense de Madrid, dijo que Sergio Sauca "es limitado" y que Silvia Barba "desparramaba". Tras hacerse públicas éstas afirmaciones, Grande se reafirmó en sus declaraciones en una entrevista en la radio y dijo que: 

Yo estoy tranquilo relativamente, no tenía ni idea del tema y cuando he consultado el móvil me he dado cuenta. No puedo echarme atrás de lo que he dicho ni negar nada. Lo que he dicho está ahí.
Esto fue el viernes pasado a las 9 de la mañana en la clase de Ramón Cobo en la UCM, y yo preparé un poco la presentación diciendo que el periodismo deportivo que yo defiendo había muerto o estaba cerca de la desaparición, y que yo no puedo hacer el periodismo que se hace ahora de colores. Por eso creo que soy un periodista en extinción.
A partir de ahí surgen ejemplos y surgen los casos que estáis comentando. Yo quiero hablar con un tono polideportivo y cultural. El periodismo de colores tiene que ver con el periodismo empresarial. Es cierto que en TVE puedo hacer un periodismo de la forma que yo prefiero, pero a veces sí hemos entrado en el otro tipo, como en el caso de ‘El rondo’. Esa era un poco la esencia de la charla.
Paco Grande

Tras esto, Grande fue destituido como editor de los programas deportivos que dirigía.

### Discusión en redes sociales
En 2017 volvió a estar envuelto en una polémica, ya que se creó mucho revuelo debido a un tuit en el que mencionaba a sus compañeros Paco Caro y Juan Carlos Rivero acerca de la programación en Estudio estadio.